# Tanjung Pandan (stad)
Kota Tanjung Pandan is een bestuurslaag in het regentschap Belitung van de provincie Bangka-Belitung, Indonesië. Kota Tanjung Pandan telt 3909 inwoners (volkstelling 2010).